# أميتيفيل

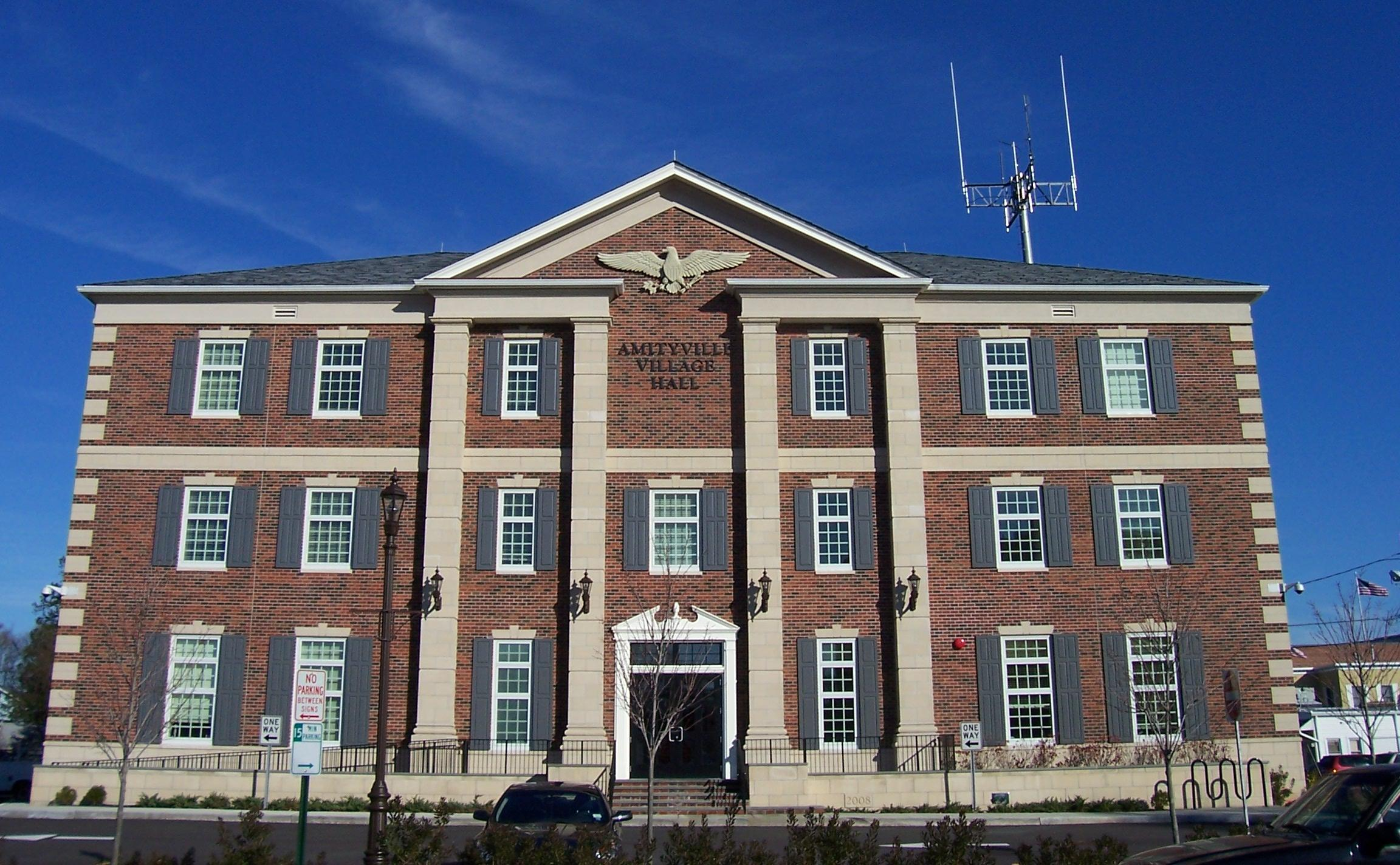
قاعة القرية الرئيسية

أميتيفيل (بالإنجليزية: Amityville)‏ هي قرية تقع في مدينة بابيلون في مقاطعة سوفولك، نيويورك بالولايات المتحدة. اشتهرت بأنها قرية الرعب في أمريكا بعد صدور رواية حملت اسمها هي رعب أميتفيل والتي صدرت عام 1977.
في تعداد عام 2010 بلغ سكانها 9,523 نسمة.

## التركيبة السكانية
حدّد مكتب تعداد الولايات المتحدة بيانات التركيبة السكانية لأميتيفيل في تعداد الولايات المتحدة. في ما يلي، التركيبة السكانية حسب تعدادي 2000 و2010.

### تعداد عام 2000
بلغ عدد سكان أميتيفيل 9,441 نسمة بحسب تعداد عام 2000، وبلغ عدد الأسر 3,434 أسرة وعدد العائلات 2,266 عائلة مقيمة في القرية. في حين سجلت الكثافة السكانية 1,475.2 نسمة لكل كيلومتر مربع (3,820.8/ميل2). وبلغ عدد الوحدات السكنية 3,577 وحدة بمتوسط كثافة قدره 558.9 لكل كيلومتر مربع (1,447.5/ميل2).
وتوزع التركيب العرقي للقرية بنسبة 84.34% من البيض و8.54% من الأمريكيين الأفارقة و0.20% من الأمريكيين الأصليين و1.28% من الأمريكيين ذوي الأصول الآسيوية و3.32% من الأعراق الأخرى و2.32% من عرقين مختلطين أو أكثر و9.18% من الهسبانيون أو اللاتينيون من أي عرق.
بلغ عدد الأسر 3,434 أسرة كانت نسبة 30.5% منها لديها أطفال تحت سن الثامنة عشر تعيش معهم، وبلغت نسبة الأزواج القاطنين مع بعضهم البعض 51.8% من أصل المجموع الكلي للأسر، ونسبة 10.5% من الأسر كان لديها معيلات من الإناث دون وجود شريك، بينما كانت نسبة 3.7% من الأسر لديها معيلون من الذكور دون وجود شريكة وكانت نسبة 34% من غير العائلات. تألفت نسبة 27.1% من أصل جميع الأسر من عدة أفراد يعيشون في نفس المنزل ونسبة 11.6% كانت تتألف من شخص يعيش بمفرده يبلغ من العمر 65 عاماً أو أكثر. وبلغ متوسط حجم الأسرة المعيشية 2.57، أما متوسط حجم العائلات فبلغ 3.15.
بلغ العمر الوسطي للسكان 40.2 عاماً. وكانت نسبة 21.5% من القاطنين تحت سن الثامنة عشر، وكانت نسبة 5.6% بين الثامنة عشر والرابعة والعشرين عاماً، ونسبة 30.2% كانت واقعةً في الفئة العمرية ما بين الخامسة والعشرين والرابعة والأربعين عاماً، ونسبة 23.7% كانت ما بين الخامسة والأربعين والرابعة والستين، ونسبة 12.6% كانت ضمن فئة الخامسة والستين عاماً فما فوق. يوجد لكل 100 أنثى 94.8 ذكر، ويوجد لكل 100 أنثى في الثامنة عشر من عمرها فما فوق 91.5 ذكر.
بلغ متوسط دخل الأسرة في القرية 62,636 دولارًا، أما متوسط دخل العائلة فبلغ 74,479 دولارًا. وكان متوسط دخل الذكور 51,457 دولارًا مقابل 37,642 دولارًا للإناث. وسجل دخل الفرد الخاص بالقرية 32,121 دولارًا. وكانت نسبة 2.7% من العائلات ونسبة 4% من السكان تحت خط الفقر، وكان من هؤلاء نسبة 4.9% تحت سن الثامنة عشر ونسبة 7.7% في الخامسة والستين من العمر وما فوق.

### تعداد عام 2010
بلغ عدد سكان أميتيفيل 9,523 نسمة بحسب تعداد عام 2010، وبلغ عدد الأسر 3,690 أسرة وعدد العائلات 2,284 عائلة مقيمة في القرية. في حين سجلت الكثافة السكانية 1,488 نسمة لكل كيلومتر مربع (3,853.9/ميل2). وبلغ عدد الوحدات السكنية 3,997 وحدة بمتوسط كثافة قدره 624.5 لكل كيلومتر مربع (1,617.4/ميل2).
وتوزع التركيب العرقي للقرية بنسبة 81.74% من البيض و9.68% من الأمريكيين الأفارقة و0.27% من الأمريكيين الأصليين و1.77% من الأمريكيين ذوي الأصول الآسيوية و4.06% من الأعراق الأخرى و2.47% من عرقين مختلطين أو أكثر و13.12% من الهسبانيون أو اللاتينيون من أي عرق.
بلغ عدد الأسر 3,690 أسرة كانت نسبة 23.8% منها لديها أطفال تحت سن الثامنة عشر تعيش معهم، وبلغت نسبة الأزواج القاطنين مع بعضهم البعض 47.3% من أصل المجموع الكلي للأسر، ونسبة 10.2% من الأسر كان لديها معيلات من الإناث دون وجود شريك، بينما كانت نسبة 4.4% من الأسر لديها معيلون من الذكور دون وجود شريكة وكانت نسبة 38.1% من غير العائلات. تألفت نسبة 30.4% من أصل جميع الأسر من عدة أفراد يعيشون في نفس المنزل ونسبة 13.1% كانت تتألف من شخص يعيش بمفرده يبلغ من العمر 65 عاماً أو أكثر. وبلغ متوسط حجم الأسرة المعيشية 2.43، أما متوسط حجم العائلات فبلغ 3.02.
بلغ العمر الوسطي للسكان 46.4 عاماً. وكانت نسبة 17.7% من القاطنين تحت سن الثامنة عشر، وكانت نسبة 7.2% بين الثامنة عشر والرابعة والعشرين عاماً، ونسبة 23.1% كانت واقعةً في الفئة العمرية ما بين الخامسة والعشرين والرابعة والأربعين عاماً، ونسبة 32.2% كانت ما بين الخامسة والأربعين والرابعة والستين، ونسبة 19.9% كانت ضمن فئة الخامسة والستين عاماً فما فوق. وتوزع التركيب الجنسي للسكان بنسبة 47.8% ذكور و52.2% إناث.

## أعلام
- ماري سيفيرين
- أليك بالدوين
- مايك جيمس
- كيفن آر كريغيل
- أندي غلازر
- جوزفين كرويل
- شيكو بنيمون
- جورج روس
- إليوت دكستر
- إدوين جوزيف أومالي